# Otto Beck (Schauspieler)
Otto Beck (* 18. September 1857 in München; † 13. Juli 1942 ebenda) war ein deutscher Theaterschauspieler.

## Leben
Beck, der Sohn eines Hoftheatergarderobiers, sollte eigentlich wie sein Vater Schneider werden. Doch er wollte, kaum 14 Jahre alt, bedingt durch den Beruf seines Vaters häufig am Theater, lieber Schauspieler werden. Zuerst gelang es ihm als Statist im Hoftheater unterzukommen, wo er als Page, Diener etc. Verwendung fand.
Er verließ jedoch München nach kurzer Zeit mit einer reisenden Gesellschaft und arbeitete für diese nicht nur als jugendlicher Liebhaber, sondern auch als Theatermeister, Garderobier und sogar als Zettelträger.
Nach einigen Jahren wurde er als Bonvivant nach Graz engagiert. 1881 trat er in den Verband des Stadttheaters Wien, wurde wegen großer Konkurrenz jedoch kaum beschäftigt, so dass er eine Stellung, die ihm Max Hofpauer anbot, sofort annahm. Erneut bereiste er Deutschland, ehe er zu einem kurzen Engagement am Ostend-Theater in Berlin kam, auf das eine Anstellung am Residenztheater Berlin folgte. Da er hier zu kurz kam, ging er nach Leipzig und 1886 an das Stadttheater Köln, wo er – mit einer Unterbrechung 1891 als Mitglied des Deutschen Theaters Berlin – bis mindestens 1902 wirkte. Noch im selben Jahrzehnt ist er am Theater von Altenburg nachweisbar. Rund zehn Jahre zuvor, 1898, hatte Otto Beck sein 25-jähriges Bühnenjubiläum gefeiert.
Zu Becks großen Theatererfolgen zählen unter anderem die Hauptrollen in Kollege Crampton, Der Meineidbauer, Narziss und Lumpazivagabundus.
Ob er mit einem noch in der Kaiserzeit zum Hofrat ernannten Beck identisch ist, der noch vor dem Ersten Weltkrieg als Theaterleiter am Bonner Stadttheater und nach dem Krieg (in den frühen 20er Jahren) als Direktor und Regisseur am Münchner Volkstheater gewirkt hatte, kann derzeit nicht verifiziert werden. Dieser Otto Beck wurde im Register der Deutschen Bühnen-Jahrbüchern bis in die Frühzeit der Hitler-Diktatur als gastierender Künstler und Oberspielleiter (beides ohne Festengagement) geführt. 